# Vilayet du Kosovo
 (octobre 2021).
1877–1913
Entités précédentes :
- Vilayet de Prizren

Entités suivantes :
- Royaume de Serbie
- Royaume du Monténégro

Le vilayet du Kosovo — en turc osmanli : ولايت قوصوه (Vilâyet-i Kosova) ; en turc : Kosova Vilayeti ; en albanais : Vilajeti i Kosovës ; en macédonien : Косовска Покраина (Kosovska Pokraina) ; en serbe : Косовски вилајет (Kosovski vilajet) — était un vilayet de l'Empire ottoman. Créé en 1877, il fut supprimé en 1913. Sa capitale était Üsküp, l'actuelle Skopje.

## Histoire

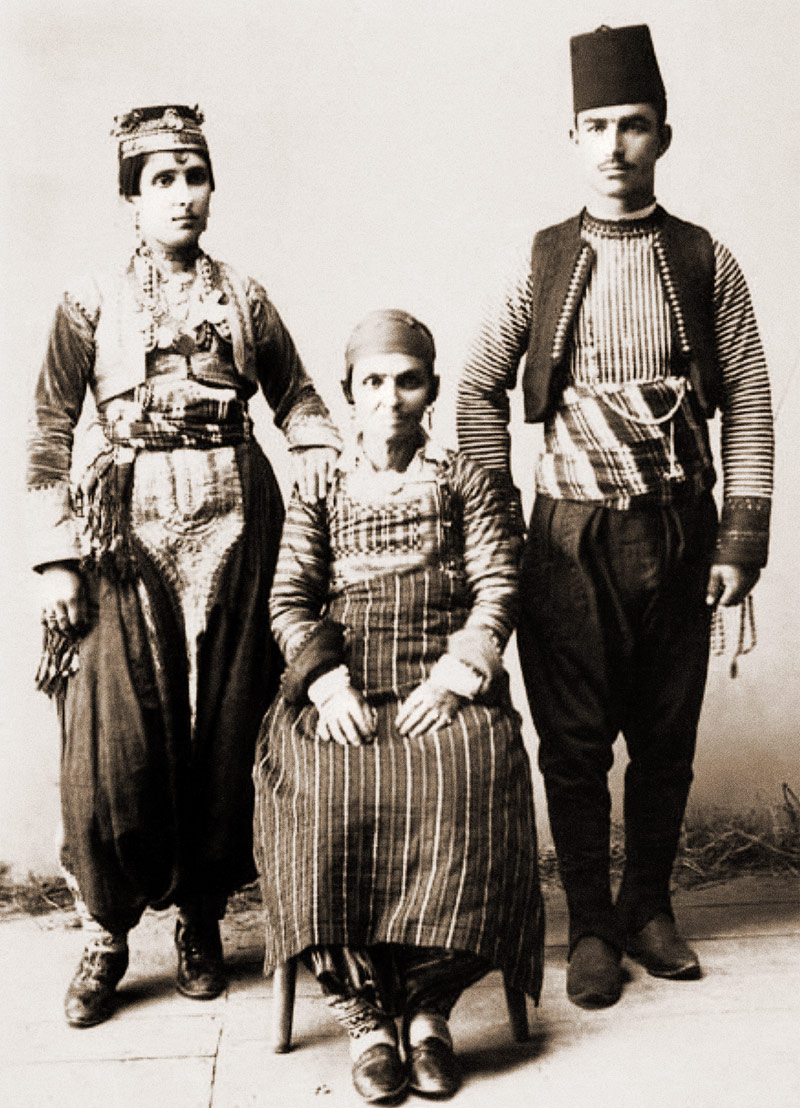
Famille albanaise de Skopje vers 1910.

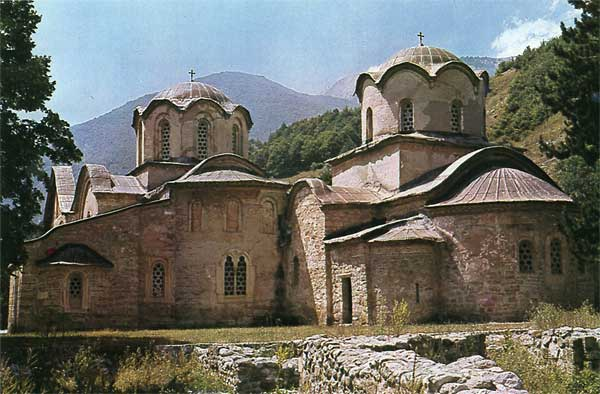
Monastère patriarcal de Peć en 2014.

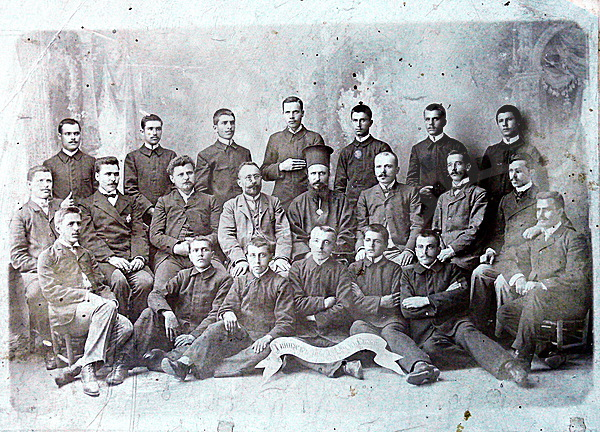
Professeurs et élèves de l'école d'instituteurs bulgares de Skopje, 1908.

Le vilayet du Kosovo, issu d'une réforme du vilayet de Prizren, fait partie des territoires revendiqués par les nationalistes albanais de la ligue de Prizren qui, à partir de 1877, revendiquent un statut d'autonomie dans l'Empire ottoman. La ligue se réunit à Prizren au Kosovo, la délégation du vilayet étant conduite par Iljaz Pashë Dibra (sq).
À la suite de la guerre russo-turque de 1877-1878 et de l'intervention austro-hongroise, le Sandjak de Novipazar est détaché du vilayet ; il est rattaché à l'administration austro-hongroise en Bosnie-Herzégovine avant d'être restitué à l'Empire ottoman en 1908.
Entre 1903 et 1911, les régions slaves du vilayet sont disputées entre plusieurs groupes rebelles qui veulent les arracher à l'autorité ottomane, les komitadjis macédoniens pro-bulgares de l'ORIM autour de Boris Drangov (en) et les tchetniks serbes autour de Đorđe Ristić Skopljanče (en).
La révolte albanaise de 1910 (en), conduite par Isa Boletini, a son principal foyer dans le Kosovo. Celle de 1911 (en) concerne surtout la région de Malësia (en), dans l'arrière-pays de Shkodër, mais la révolte albanaise de 1912 (en) est de nouveau centrée sur le Kosovo, s'inspirant du programme d'autonomie proposé par le député Hasan Prishtina. Les insurgés demandent l'établissement d'écoles de langue albanaise, la création de lycées et d'écoles agricoles, le service militaire uniquement sur le territoire des quatre vilayets albanais hormis en temps de guerre, et la nomination de fonctionnaires de langue albanaise. Le gouvernement ottoman accepte la plupart de ces demandes mais la première guerre balkanique (1912-1913) empêche leur application.
Pendant la guerre qui éclate en octobre 1912, la garnison de Pejë (en), principalement représentée par la 21e division d'infanterie commandée par Cavit Pacha, est battue par l'armée monténégrine. La bataille de Kumanovo (23-24 octobre 1912), dans l'est du vilayet, oppose l'armée serbe à l'armée ottomane du Vardar (en) qui est battue et doit se replier vers Monastir (Bitola).
Par le traité de Londres (1913), la province est partagée entre le royaume du Monténégro, qui conserve la région de Pejë (Peć), et celui de Serbie, ce qui met fin à la domination ottomane et au vilayet du Kosovo.

## Territoire
Le vilayet était situé entre :
- le vilayet de Bosnie ;
- la principauté de Serbie ;
- les vilayets de Niš, Salonique, Monastir et Scutari ;
- la principauté du Monténégro.

## Subdivisions

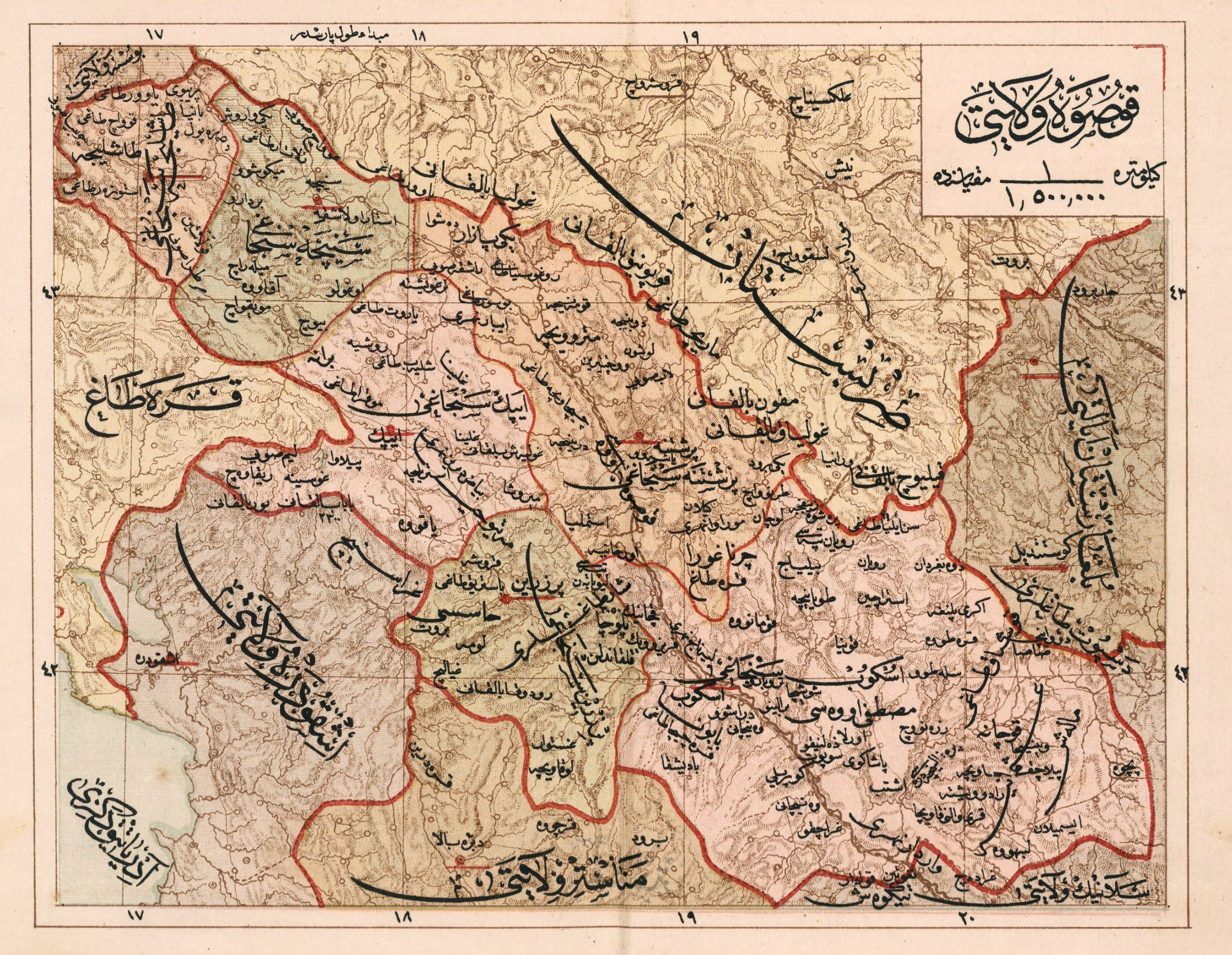
Le vilayet du Kosovo, carte ottomane, 1907

Le vilayet était divisé en sandjaks :
- le sandjak de Skopje (Üsküp Sancağı)
- le sandjak de Pristina (Priştine Sancağı)
- le sandjak de Peć (İpek Sancağı)
- le sandjak de Prizren (Prizren Sancağı)
- le sandjak de Novipazar (Yeni Pazar Sancağı)
- le sandjak de Pljevlja (Taşlıca Sancağı)
- le sandjak de Sjenica (Seniçe Sancağı)

## Cartes

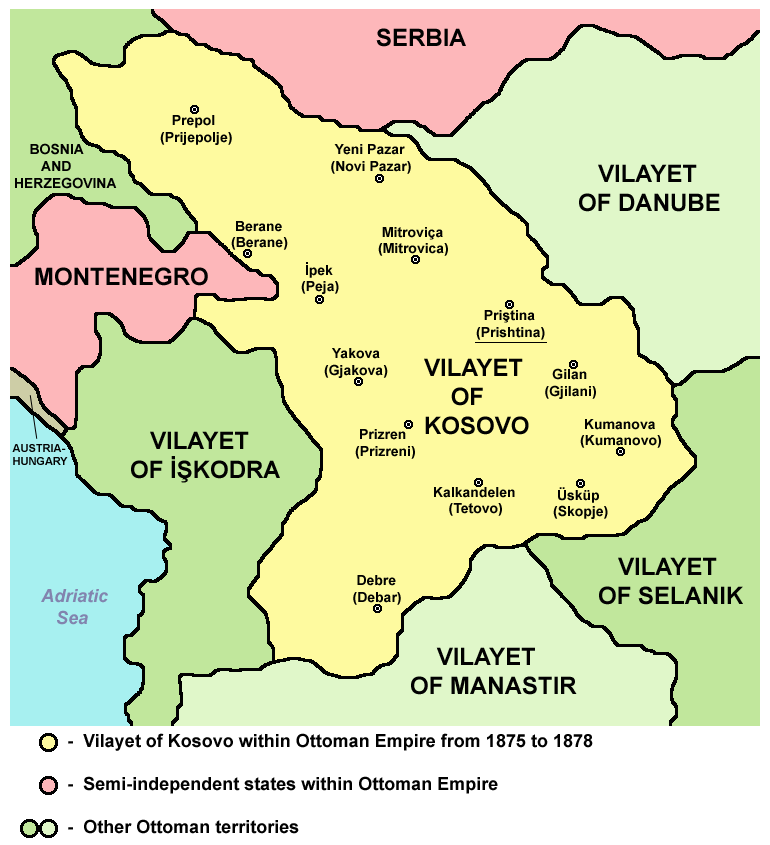
Le vilayet jusqu'à 1878
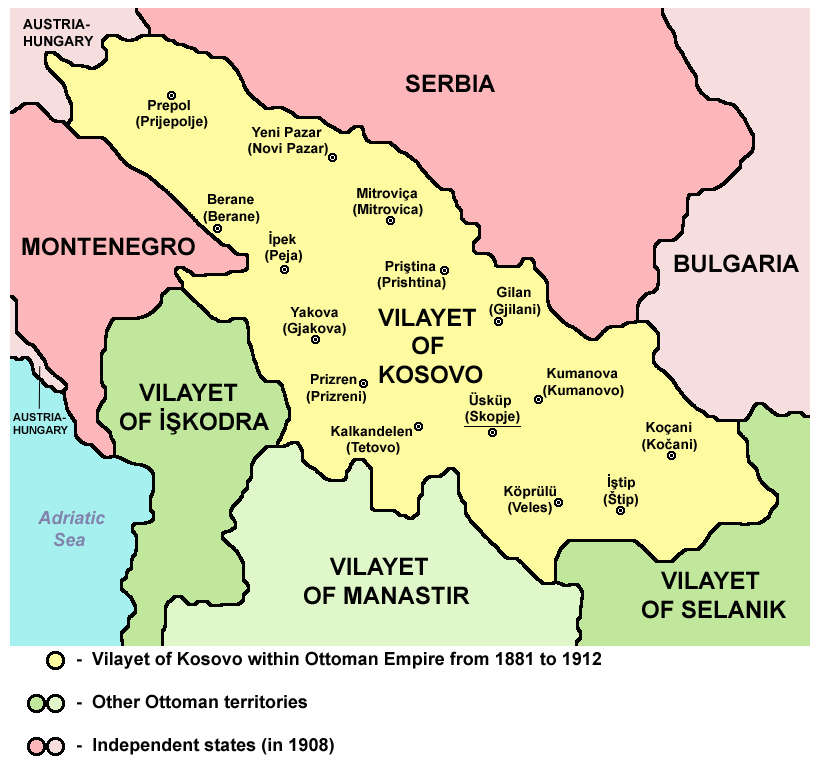
Le vilayet de 1881 à 1913

## Personnalités

Personnalités du vilayet du Kosovo
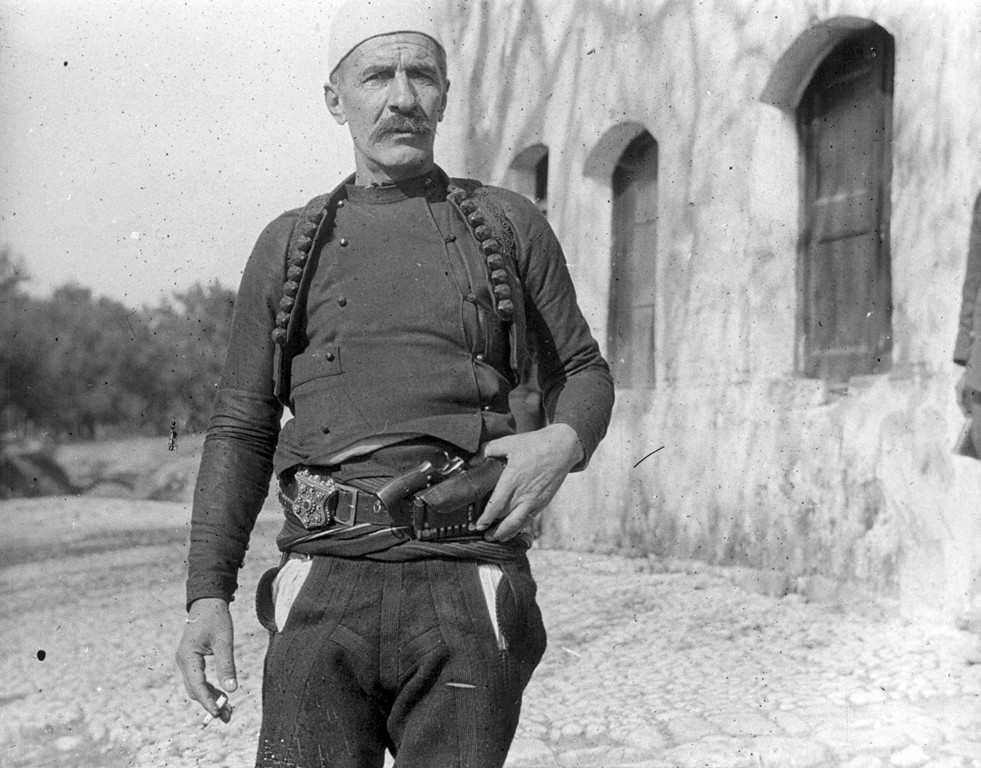
Isa Boletini (1864-1916), insurgé albanais né à Boljetin (Zvečan)
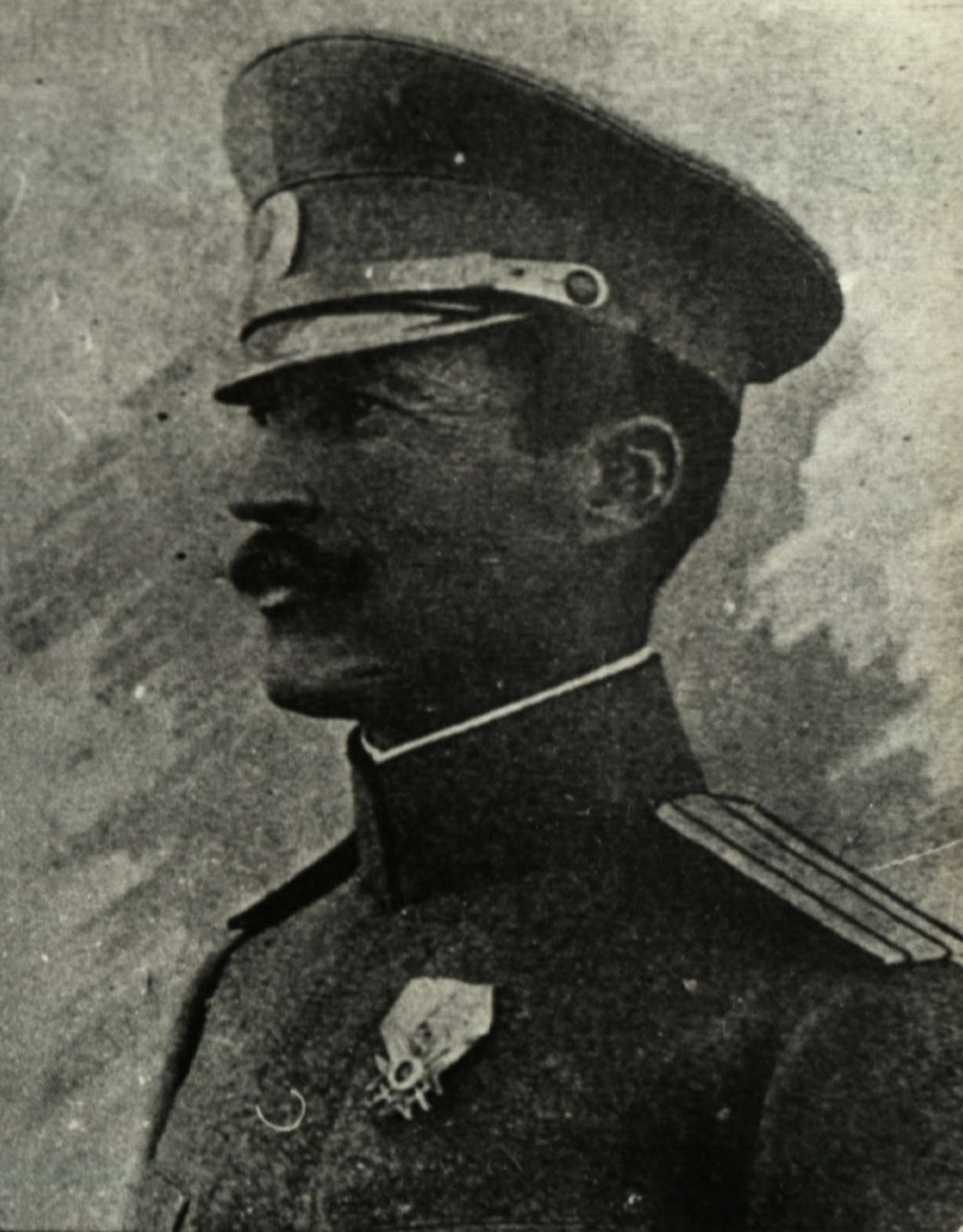
Boris Drangov (en) (1872–1917), insurgé macédonien et militaire bulgare né à Skopje
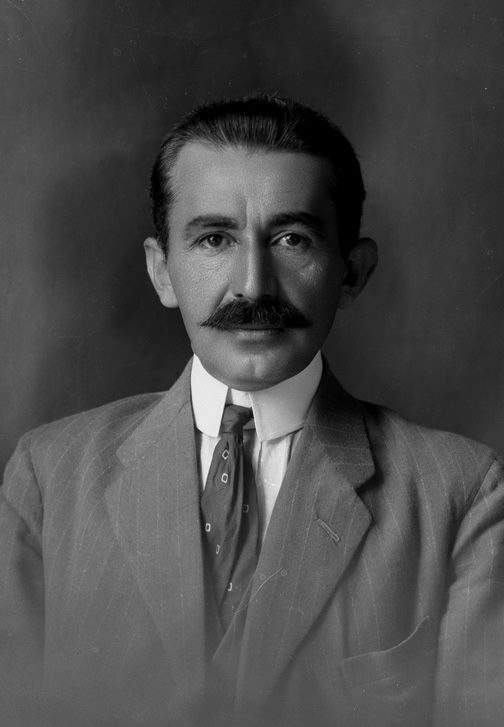
Hasan Prishtina (1873-1933), député au parlement ottoman puis ministre albanais né à Pristina
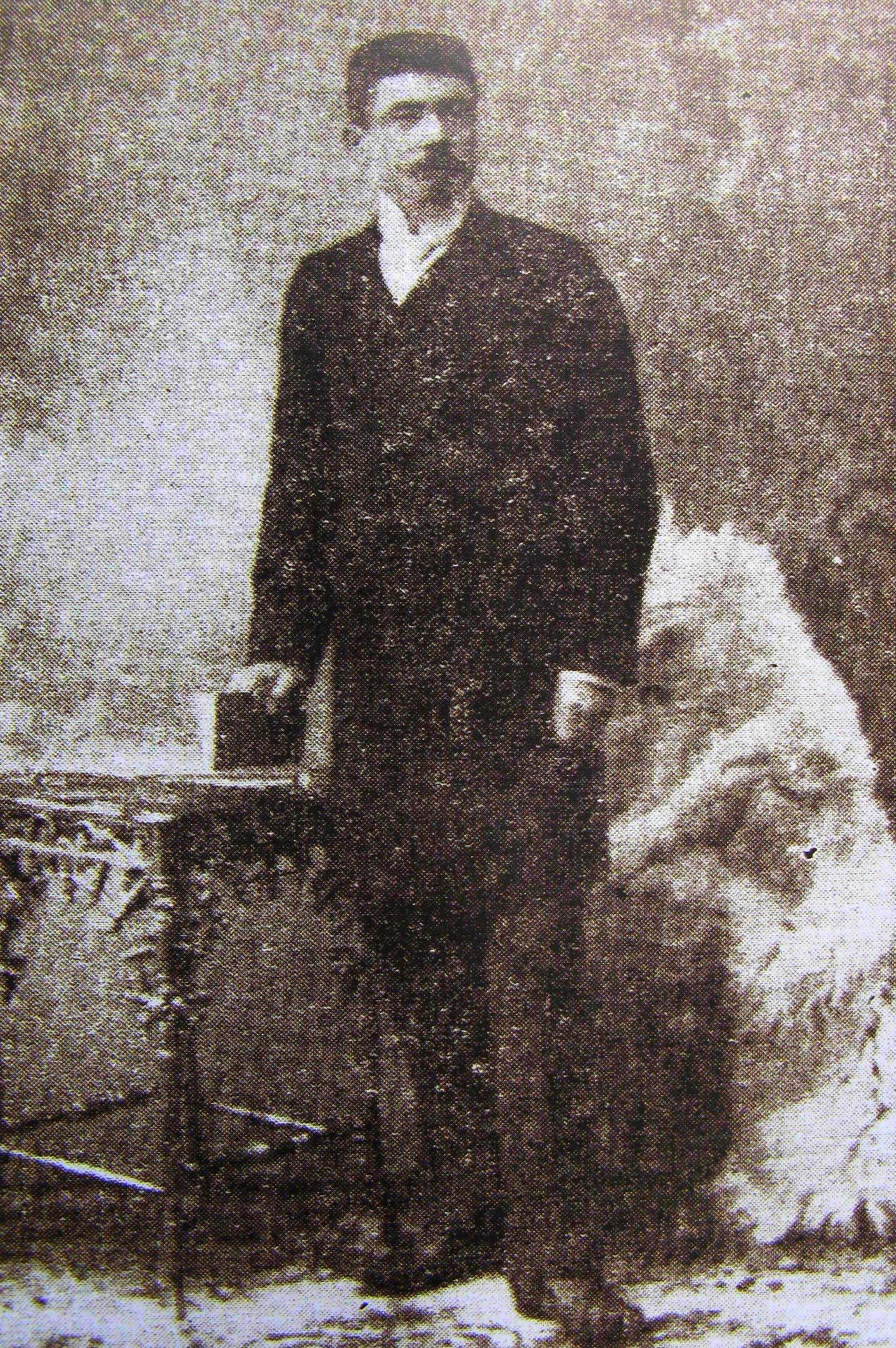
Tanasije Pejatovic (1872-1903), premier directeur du lycée serbe de Pljevlja (en)
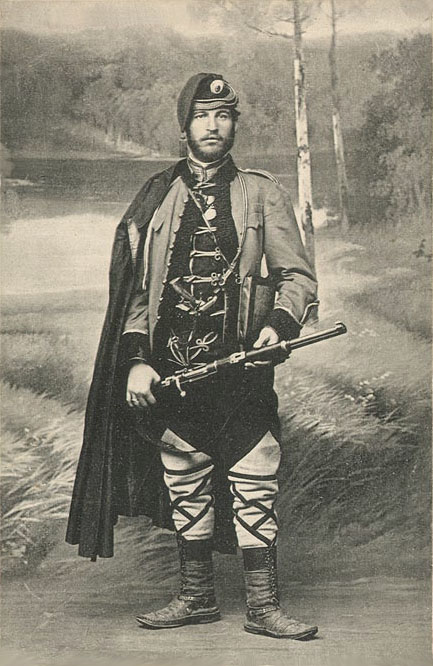
Đorđe Ristić Skopljanče (en) (1881-1911), insurgé serbe né à Peć
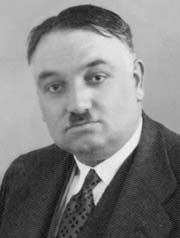
Yahya Kemal Beyatlı (1884-1958), poète et diplomate turc né à Skopje
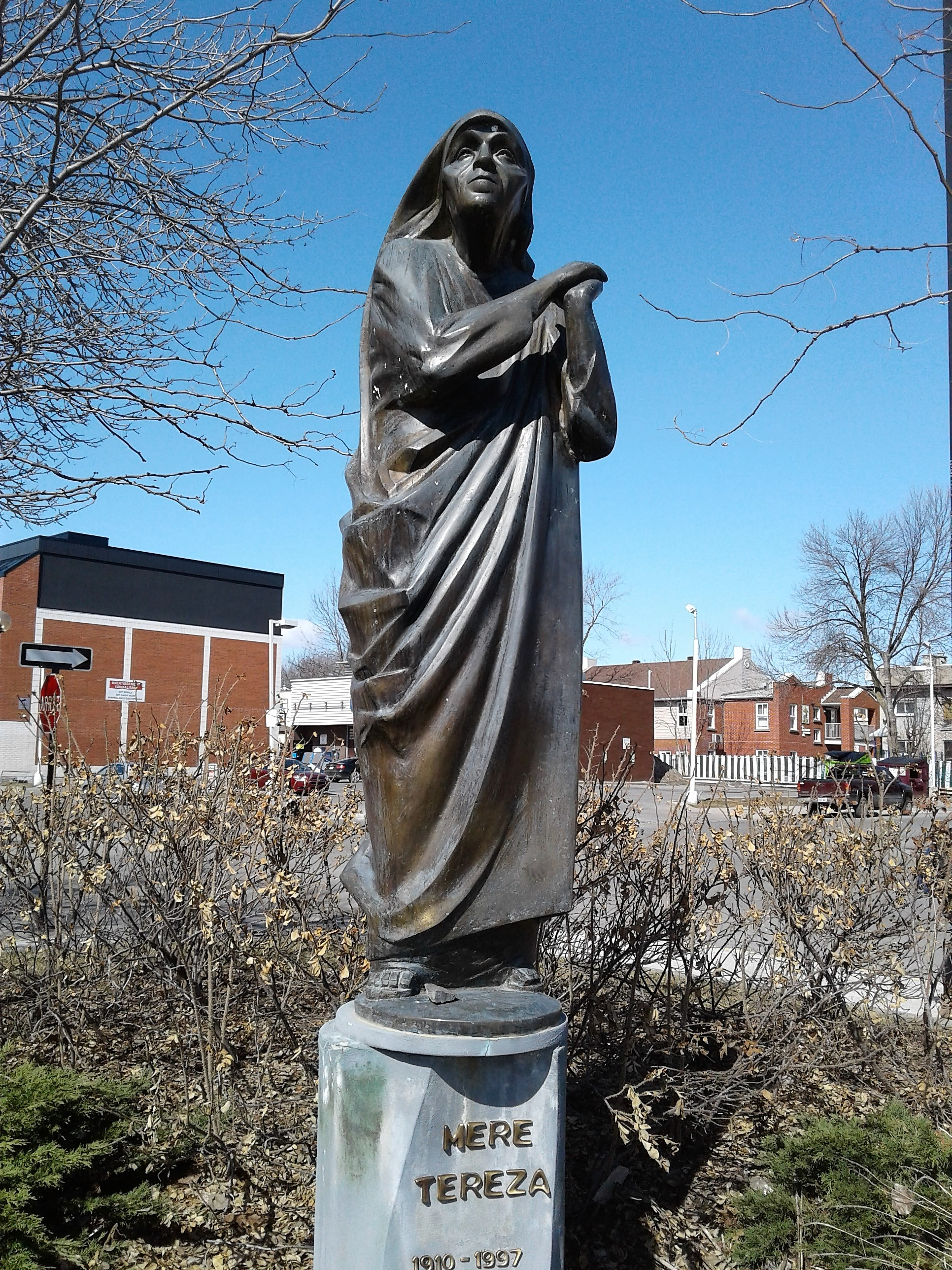
Mère Teresa (1910-1997) religieuse partie à 18 ans vivre avec et pour les pauvres en Inde; prix Nobel de la Paix en 1979, béatifiée en 2016